# Seungbongdo
Seungbongdo är en ö i Sydkorea.   Den ligger i provinsen Incheon, i den nordvästra delen av landet, 70 km sydväst om huvudstaden Seoul. Arean är 3,3 kvadratkilometer.
Terrängen på Seungbongdo är platt. Öns högsta punkt är 96 meter över havet. Den sträcker sig 2,2 kilometer i nord-sydlig riktning, och 3,2 kilometer i öst-västlig riktning.